# Dominic Stanca (medic)
Dominic Stanca (n. 4 octombrie 1892, Petroșani – d. 1 aprilie 1979, Cluj) a fost un medic primar ginecolog-oncolog, delegat la Marea Adunare Națională de la Alba-Iulia, profesor de igienă la Academia Teologică din Cluj, profesor universitar, cercetător științific, proprietar și fondator al Băilor Someșeni, fondatorul și conducătorul primei clinici obstetrică-ginecologie de stat din Cluj, fondatorul Spitalului de femei din Orăștie, al Spitalului Public Orăștie, fondatorul unui spital pentru Crucea Roșie din Suceava.

## Biografie și familie
Dominic Stanca s-a născut la 4 octombrie 1892 în Petroșani, ca fiul mai mic al protopopului Avram Stanca (1843-1916) și al Ioanei Chirca (1856-1944), fondatoarea Reuniunii femeilor române greco-ortodoxe din Petroșani.
Este fratele preotului dr. Sebastian Stanca (1878-1947) și al medicului Constantin Stanca, tatăl poetului și actorului Dominic Stanca (1926-1976), și unchiul dramaturgului Radu Stanca și al cronicarului dramatic Horia Stanca (1909-2002).
Este totodată fratele Elenei Stanca, căsătorită cu protopopul din Valea Jiului Ioan Duma, acesta din urmă fiind una din victimele persecuției comuniste. A fost căsătorit cu dr. Nella Stanca.

## Studii
Face studiile primare și secundare la Petroșani, orașul natal. Studiile superioare le-a urmat (medicina) la Cluj (1910-1915). Își ia doctoratul în 1916.

## Viața și activitatea
În perioada premergătoare Primului Război Mondial, Dominic Stanca a studiat medicina la Cluj. În vacanțe, Dominic Stanca activa în calitate de voluntar în spitalele minerilor din Petroșani, Vulcan și Aninoasa.

### Medic Militar în Primul Război Mondial
Dominic Stanca și-a efectuat stagiul militar la Sibiu, unde se afla în momentul izbucnirii Primului Război Mondial. Ulterior, a fost trimis la Orăștie, unde i-a fost încredințată organizarea unei unități medicale militare. De la Orăștie, Dominic Stanca a fost trimis pe frontul din Polonia, în calitate de doctorand, de unde primște concediu pentru terminarea studiilor. După finalizarea studiilor, (în anul 1916) a activat în calitate de medic-sublocotenent la unul dintre spitalele garnizoanei din Viena. De la Viena este transferat la Spitalul Militar din Budapesta, ulterior pe frontul din răsărit, în Volohia și Bucovina, unde a luptat contra epidemiei de tifos exantematic. Mai apoi este trimis în Italia, ia parte la „marea ofensivă” (15-16 iunie 1918), unde așa cum sublinează Florea Marin în lucrarea „Medicii și Marea Unire”, „doctorul Stanca se afla tot timpul printre răniți și intoxicații cu gaze de luptă”.
Activitatea sa și dificultățile din timpul războiului au fost consemnate de însuși Dominic Stanca, care „a întocmit sitematic, cu talent și cu meticulozitate, însemnări zilnice privind desfășurarea epidemiilor, precum și liste nominale ale ostașilor și ofițerilor căzuți victimă acestor calamități, notând și cimitirul în care aceștia au fost înhumați”. De asemenea, Dominic Stanca a realizat însemnări legate de participarea sa la Marea Adunare Națională.

### Activitatea postbelică
După război a fost membru al „Comitetului Sfatului Muncitoresc” din Petroșani, și al „Sfatului Național al Poporului Român” din Valea Jiului. A participat la Marea Adunare Națională de la Alba Iulia (1 decembrie 1918), ca delegat oficial (cu credentional) din partea  ,,Reuniunii Femeilor Române Greco-Ortodoxe din Petroșani”.

#### Organizarea Spitalului de femei și ambulatoriul policlinic din Cluj
După război, Dominic Stanca a devenit profesor universitar la Facultatea de Medicină din Cluj, secția ginecologie. După Marea Unire, Dominic Stanca a participat împreună cu alți medici la organizarea serviciului militar din Cluj. Dominic Stanca a organizat și inaugurat la 9 aprilie? 1919 prima clinică obstetrică-ginecologie din Transilvania, sub numele de „Spitalul de femei și ambulatoriul policlinic”. Înființarea acestei clinici s-a desfășurat sub noua administrație sanitară românească, având secții de medicală și chirurgie, unde se lucra la un nivel tehnic similar cu cel al clinicilor de profil. Avându-l alături pe fratele său, medicul Constantin Stanca, Dominic Stanca a reușit să pună bazele unui important centru de asistență al femeilor bolnave și însărcinate, unde s-au format nenumărați specialiști în domeniu. Astăzi, clinica din Cluj-Napoca îi poartă numele, sub denumirea de Clinica Obstetrică-Ginecologie „Dominic Stanca”.

#### Activitatea igienico-sanitară și campania antisifilitică
Dominic Stanca a pus în aplicare bazele unei vaste campanii sanitare antisifilitice întere a perioada 1920-1921. Dominic Stanca a fost în prima linie a acestei acțiuni de combatere a bolii. L-a avut ca și colaborator în campanie pe medicul Constantin Levaditi, care i-a oferit posibilitatea de a pleca în străinătate pe baza unei burse. Conștientizând nevoia implicării sale la Cluj, Dominic Stanca a refuzat. Campania igienico-sanitară s-a desfășurat prin anchete sanitare la sate, școli, armată și întreprinderi, în care medicul Stanca analiza riscurile la care erau supuși muncitorii. Între anii  1925-1940, Dominic Stanca a activat ca profesor de igienă la Academia Teologică din Cluj, unde învăța viitorii preoți măsurile de igienă, spre a fi utili în cadrul comunităților pe care aveau să le păstorească.

#### Descoperirea și organizarea Băilor Minerale Someșeni
În 1928 reorganizează Băile Someșeni, cu sprijinul Ministerului Sănătății, și cu colaborarea colegilor medici: Gheorghe Pamfil, Alexandru Borza, Eugen Nyarad. Dominic Stanca descoperise efectele terapeutice ale acestor băi, ale căror proprietar era. Băile i-au fost naționalizate în 1949, și el n-a mai avut voie să intre acolo timp de 10 ani.

#### Refugiul și activitatea medicală la Orăștie
Din cauza dictatului fascist de la Viena, medicul Radu Stanca a fost silit să părăsească Clujul și să se refugieze la Orăștie. Acolo a pus de asemenea, bazele unor sisteme medicale: a înființat Spitalul de femei și a organizat cu succes un sistem sanitar eficient de combatere a epidemiei de meningită cerebrospinală. A organizat de asemenea, Spitalul de stat din Orăștie, iar în 1943 un spital cu 300 de paturi pentru Crucea Roșie, la Suceava.

#### Revenirea la Cluj
După momentul 23 august 1944, medicul Dominic Stanca s-a întors la Cluj, unde și-a reluat activitatea ca medic ginecolog la spitalul pe care îl fondase. A reorganizat și modernizat Spitalul de femei, îmbunătățindu-l prin crearea unei noi secții de oncologie, în cadrul căreia a activat și soția sa, Nella Stanca din anul 1951. Tot în 1951, spitalul a fost transformat într-o bază de învățământ, sub denumirea de „Clinica ginecologică și obstetrică II din Cluj”. Acesta a fost locul în care până la pensionarea din 31 decembrie 1958, Dominic Stanca a activat ca medic primar ginecolog-oncolog.
Dominic Stanca a decedat în 2 aprilie 1979, fiind înhumat în Cimitirul Central din Cluj-Napoca alături de alți corifei ai primei școli românești clujene. A rămas în memoria colectivă ca ”omul și medicul pentru care cea mai mare satisfacție a fost fericirea altora, pentru omenia de care a dat dovadă o viață întreagă”

## Cercetarea științifică
Publică articole de specialitate atât în reviste din țară (Clujul medical, Revista de balneologie și climatologie), cât și din străinătate (Zentralblatt für Dermatologie - Viena, Magyar nőgyogyászat - Budapesta).
Publică și scrieri literere, de ex. în Societatea de mâine, Transilvania, Cosânzeana, Utunk, Foaia noastră.
Între 1921-1924  scrie lucrarea „Campania antisifilitică în regiunea Cluj”, publicată în București, 1934.
În 1922 publică la Cluj „Prostituția și bolile venerice”.
În 1925 publică la Cluj „Cunoștințe pentru toți despre Sifilis”.
În 1925 publică la București „Contribuții la istoricul Sifilisului din Ardeal”.
În 1927 publică la Cluj „Organizarea igenico-socială a muncii”.
În anul 1935 publică cartea Între două fronturi, o culegere de evocări din Primul Război Mondial.